# 内川仁朗
内川 仁朗（うちかわ じろう、1986年12月8日 - ）は、佐賀県出身の俳優、スタントマン。元ジャパンアクションエンタープライズ所属。

## 出演

### テレビドラマ
- あんみつ姫2（2009年1月11日、フジテレビ）武闘家 役
- SMAP☆がんばりますっ!!（2009年1月31日、テレビ朝日）
- 爆笑問題のドッキリ パニックフェイス王4（2009年10月1日、TBS）カッパ 役
- 天地人（2009年、NHK）兵士 役
- 龍馬伝（2010年5月2日 - 5月16日、NHK）訓練生 役
- 熱海の捜査官（2010年7月30日 - 9月17日、テレビ朝日）小野栄一吹き替え
- SPEC〜警視庁公安部公安第五課 未詳事件特別対策係事件簿〜（2010年10月8日 - 12月17日、TBS）
- 江〜姫たちの戦国〜（2011年1月9日 - 11月27日、NHK）
- ごきげん歌謡笑劇団（2012年12月1日、NHK）
- 誰だって波瀾爆笑（2014年9月7日、日本テレビ）
- 視覚探偵 日暮旅人（2017年、日本テレビ）ACTIONクルー

### 特撮テレビドラマ
- 仮面ライダーシリーズ
  - 仮面ライダーキバ（2008年 - 2009年）
  - 仮面ライダーディケイド（2009年）
  - 仮面ライダーW（2009年 - 2010年）ジーン・ドーパント[要出典]
  - 仮面ライダーオーズ/OOO（2010年 - 2011年）シャムネコヤミー、屑ヤミー[要出典]
  - 仮面ライダーフォーゼ（2011年 - 2012年）
  - 仮面ライダーウィザード（2012年 - 2013年）木崎部下 役
  - 仮面ライダー鎧武（2013年 - 2014年）
  - 仮面ライダードライブ（2014年 - 2015年）
  - 仮面ライダーゴースト（2015年 - 2016年）画材眼魔[1] / 画材眼魔人間態（第49話）、ガンマイザー・マグネティックブレード[2]
  - 仮面ライダーエグゼイド（2016年 - 2017年）仮面ライダーブレイブ レベル1[3]、仮面ライダーレーザー レベル1[3]、仮面ライダーポッピー クライシスゲーマー レベルX[4]
  - 仮面ライダービルド（2017年 - 2018年）
- スーパー戦隊シリーズ
  - 炎神戦隊ゴーオンジャー（2008年 - 2009年）
  - 侍戦隊シンケンジャー（2009年 - 2010年）
  - 天装戦隊ゴセイジャー（2010年 - 2011年）
  - 海賊戦隊ゴーカイジャー（2011年 - 2012年）
  - 特命戦隊ゴーバスターズ（2012年 - 2013年）
  - 獣電戦隊キョウリュウジャー（2013年 - 2014年）
  - 烈車戦隊トッキュウジャー（2014年 - 2015年）
  - 手裏剣戦隊ニンニンジャー（2015年 - 2016年） - 妖怪ユキオンナ[5]
  - 動物戦隊ジュウオウジャー（2016年 - 2017年）
  - 宇宙戦隊キュウレンジャー（2017年 - 2018年）

#### テレビスペシャル
- 仮面ライダーG（2009年）
- 手裏剣戦隊ニンニンジャーVS仮面ライダードライブ 春休み合体1時間スペシャル（2015年）

### 映画
- 20世紀少年
  - 第1章 終わりの始まり（2008年）SAT隊員 役
  - 第2章 最後の希望（2009年）
  - 最終章 ぼくらの旗（2009年）
- 特命係長 只野仁 最後の劇場版（2008年12月6日）
- TAJOMARU（2009年9月12日）直光家臣 役
- エイトレンジャー2（2014年7月26日）
- イン・ザ・ヒーロー（2014年9月6日）忍者 役
- 仮面ライダーシリーズ
  - 劇場版 さらば仮面ライダー電王 ファイナル・カウントダウン（2008年）
  - 劇場版 超・仮面ライダー電王&ディケイド NEOジェネレーションズ 鬼ヶ島の戦艦（2009年）
  - 劇場版 仮面ライダーディケイド オールライダー対大ショッカー（2009年）
  - 仮面ライダー×仮面ライダー W&ディケイド MOVIE大戦2010（2009年）
  - 仮面ライダー×仮面ライダー×仮面ライダー THE MOVIE 超・電王トリロジー（2010年）
    - EPISODE RED ゼロのスタートウィンクル
    - EPISODE BLUE 派遣イマジンはNEWトラル
    - EPISODE YELLOW お宝DEエンド・パイレーツ

  - 仮面ライダーW FOREVER AtoZ/運命のガイアメモリ（2010年）
  - 仮面ライダー×仮面ライダー オーズ&ダブル feat.スカル MOVIE大戦CORE（2010年）
  - オーズ・電王・オールライダー レッツゴー仮面ライダー（2011年）大神官ダロム[6]、人々[6]
  - 劇場版 仮面ライダーオーズ WONDERFUL 将軍と21のコアメダル（2011年）
  - 仮面ライダーフォーゼ THE MOVIE みんなで宇宙キターッ!（2012年）
  - 仮面ライダー×仮面ライダー ウィザード&フォーゼ MOVIE大戦アルティメイタム（2012年）
  - 劇場版 仮面ライダーウィザード in Magic Land（2013年）
  - 仮面ライダー×仮面ライダー 鎧武&ウィザード 天下分け目の戦国MOVIE大合戦（2013年）
  - 劇場版 仮面ライダー鎧武 サッカー大決戦!黄金の果実争奪杯!（2014年）
  - 仮面ライダー×仮面ライダー ドライブ&鎧武 MOVIE大戦フルスロットル（2014年）
  - 劇場版 仮面ライダードライブ サプライズ・フューチャー（2015年）
  - 仮面ライダー×仮面ライダー ゴースト&ドライブ 超MOVIE大戦ジェネシス（2015年）
  - 仮面ライダー1号（2016年）
  - 劇場版 仮面ライダーゴースト 100の眼魂とゴースト運命の瞬間（2016年） - 仮面ライダーダークネクロムY[7]
  - 仮面ライダー平成ジェネレーションズ Dr.パックマン対エグゼイド&ゴーストwithレジェンドライダー（2016年）
  - 劇場版 仮面ライダーエグゼイド トゥルー・エンディング（2017年）
- スーパー戦隊シリーズ
  - 劇場版 炎神戦隊ゴーオンジャーVSゲキレンジャー（2009年）
  - 侍戦隊シンケンジャー 銀幕版 天下分け目の戦（2009年）
  - 侍戦隊シンケンジャーVSゴーオンジャー 銀幕BANG!!（2010年）
  - 天装戦隊ゴセイジャー エピックON THEムービー（2010年）
  - 天装戦隊ゴセイジャーVSシンケンジャー エピックon銀幕（2011年）
  - ゴーカイジャー ゴセイジャー スーパー戦隊199ヒーロー大決戦（2011年）
  - 海賊戦隊ゴーカイジャー THE MOVIE 空飛ぶ幽霊船（2011年）
  - 特命戦隊ゴーバスターズVS海賊戦隊ゴーカイジャー THE MOVIE（2013年）
  - 劇場版 獣電戦隊キョウリュウジャー ガブリンチョ・オブ・ミュージック（2013年）
  - 獣電戦隊キョウリュウジャーVSゴーバスターズ 恐竜大決戦! さらば永遠の友よ（2014年）
  - 烈車戦隊トッキュウジャーVSキョウリュウジャー THE MOVIE（2015年）
  - 手裏剣戦隊ニンニンジャー THE MOVIE 恐竜殿さまアッパレ忍法帖!（2015年）
  - 手裏剣戦隊ニンニンジャーVSトッキュウジャー THE MOVIE 忍者・イン・ワンダーランド（2016年）
  - 劇場版 動物戦隊ジュウオウジャーVSニンニンジャー 未来からのメッセージ from スーパー戦隊（2017年）
- スーパーヒーロー大戦シリーズ
  - 仮面ライダー×スーパー戦隊×宇宙刑事 スーパーヒーロー大戦Z（2013年）イエローバスター
  - 平成ライダー対昭和ライダー 仮面ライダー大戦 feat.スーパー戦隊（2014年）
  - スーパーヒーロー大戦GP 仮面ライダー3号（2015年）
  - 仮面ライダー×スーパー戦隊 超スーパーヒーロー大戦（2017年）

### Vシネマ
- 仮面ライダーシリーズ
  - 仮面ライダーW RETURNS（2011年）
    - 仮面ライダーアクセル
    - 仮面ライダーエターナル

  - 鎧武/ガイム外伝 仮面ライダーデューク/仮面ライダーナックル（2015年）
  - ドライブサーガ 仮面ライダーチェイサー（2016年）
  - ゴースト RE:BIRTH 仮面ライダースペクター（2017年）
  - 仮面ライダーエグゼイド トリロジー アナザー・エンディング 仮面ライダーパラドクスwith仮面ライダーポッピー（2018年） - 仮面ライダーポッピー[8]
- スーパー戦隊シリーズ
  - 帰ってきた特命戦隊ゴーバスターズVS動物戦隊ゴーバスターズ（2013年）
  - 忍風戦隊ハリケンジャー 10 YEARS AFTER（2013年）
  - 帰ってきた獣電戦隊キョウリュウジャー 100 YEARS AFTER（2014年）
  - 手裏剣戦隊ニンニンジャー アカニンジャーVSスターニンジャー百忍バトル!（2015年）
  - 行って帰ってきた烈車戦隊トッキュウジャー 夢の超トッキュウ7号（2015年）
  - 特捜戦隊デカレンジャー 10 YEARS AFTER（2015年） - ネオデカイエロー[9]
  - 帰ってきた手裏剣戦隊ニンニンジャー ニンニンガールズVSボーイズ FINAL WARS（2016年） - ミドニンジャー[10]

### オリジナルビデオ
- 仮面ライダーシリーズ
  - 仮面ライダーキバ アドベンチャーバトルDVD 〜キミもキバになろう〜（2008年）
  - 仮面ライダーゴースト 一休眼魂争奪!とんち勝負（バトル）!!（2015年）
  - てれびくん超バトルDVD 仮面ライダーゴースト 一休入魂!めざめよ!オレのとんち力!!（2016年）
  - 仮面ライダーエグゼイド [裏技]仮面ライダースナイプ エピソードZERO（2017年）
  - てれびくん超バトルDVD 仮面ライダーエグゼイド [裏技]仮面ライダーレーザー（2017年）
- スーパー戦隊シリーズ
  - 獣竜戦隊キョウリュウジャー でたァ〜ッ! まなつのアームド・オンまつり!!（2013年）

### ネットムービー
- ネット版 仮面ライダー×スーパー戦隊×宇宙刑事 スーパーヒーロー大戦乙!〜Heroo!知恵袋〜あなたのお悩み解決します!（2013年）
- dビデオスペシャル 仮面ライダー4号（2015年）
- 仮面ライダーエグゼイド [裏技]ヴァーチャルオペレーションズ（2016年）
- 仮面戦隊ゴライダー（2017年）

### 舞台
- 忍術武芸帳（2010年）服部半蔵 役
- Endless SHOCK（2011年 - 2012年）セーフティー
- 六月大歌舞伎 （2012年）アンサンブル
- EXILE TRIBE PERFCT YEAR LIVE TOUR （2014年）

### イベント
- JAE NAKED LIVE「がんばろう 日本！」（2011年）